# O Predador
O Predador (em inglês:  Predator) é um filme americano de ação, terror e ficção científica de 1987 dirigido por John McTiernan. Ele é estrelado por Arnold Schwarzenegger como o líder de uma equipe de forças especiais de elite que estão em uma missão para resgatar reféns do território guerrilheiro na América Central. Kevin Peter Hall coestrela como o antagonista titular, uma forma tecnologicamente avançada de vida extraterrestre secretamente perseguindo e caçando o grupo. Predator foi escrito por Jim e John Thomas em 1985, sob o título de produção de Hunter. As filmagens começaram em abril de 1986 e os efeitos de criaturas foram planejados por Stan Winston.
O orçamento do filme foi de cerca de 15 milhões de dólares. 20th Century Fox lançou-o nos Estados Unidos em 12 de junho de 1987, onde arrecadou 59.735.548 dólares. A reação crítica inicial foi mista; criticando o foco na trama fina. Nos anos seguintes, as atitudes dos críticos em relação ao filme tornaram-se positivas, e apareceu em uma série de listas de "melhores". Mais quatro filmes foram feitos focados no Predador, Predador 2 (1990), Predadores (2010), O Predador (2018) e O Predador: A Caçada (2022), bem como dois filmes em crossover com o Alien na franquia Alien vs. Predator: Alien vs. Predator (2004) e Alien vs. Predador 2 (2007).

## História
Um grupo de soldados especiais americanos liderados pelo Major Alan "Dutch" Schaefer (Arnold Schwarzenegger) é enviado a uma selva na América Central para resgatar um ministro estrangeiro e funcionários do governo que estão sendo mantidos reféns por guerrilheiros. A missão é cumprida, mas o que Dutch e seus homens não sabem é que algo além dos guerrilheiros os espreita na floresta.

## Elenco
- Arnold Schwarzenegger como Major Alan "Dutch" Schaefer
- Carl Weathers como Coronel George Dillon
- Elpidia Carrillo cono Anna Gonsalves
- Bill Duke como sargento Mac Eliot
- Richard Chaves como Jorge "Poncho" Ramírez
- Jesse Ventura como Blain Cooper
- Sonny Landham como Billy Sole
- Shane Black como Rick Hawkins
- R. G. Armstrong como Major General Homer Phillips
- Kevin Peter Hall como O Predador / piloto do helicóptero
- Peter Cullen como O Predator (voz; não creditado)

## Produção
Os roteiristas Jim e John Thomas partiram seu roteiro de uma piada que circulava em Hollywood na época, de que a série Rocky durava tanto que Sylvester Stallone deveria ter que lutar com um extraterrestre. O título original era "Hunter" (Caçador). A 20th Century Fox comprou o texto em 1985, e se associou ao produtor Joel Silver, de Commando. Silver trouxe Lawrence Gordon como coprodutor e o estreante John McTiernan como diretor. Arnold Schwarzenegger aceitou estrelar se o filme acrescentasse um time de soldados ao invés de ser apenas o ator contra o extraterrestre. Para as estrelas, trouxeram outros dois atores de ação, Carl Weathers e Jesse Ventura, mais atores étnicos — os nativo-americanos Sonny Landham e Richard Chaves, Bill Duke — e Shane Black, que havia escrito Lethal Weapon para Silver. Jean-Claude Van Damme tinha sido a escolha original para o Predador por suas habilidades marciais, mas as reclamações do ator com relação à roupa apertada e o desejo de escalar alguém que se impusesse perante o elenco o fizeram desistir. Kevin Peter Hall, um ator de 2,18 metros que havia interpretado o pé grande em Harry and the Hendersons, assumiu o papel.
O filme foi rodado em Puerto Vallarta, México, com atrasos para acomodar a disponibilidade de Schwarzenegger e uma interrupção para seu casamento com Maria Shriver. Com exceção de Schwarzenegger e McTiernan, a maior parte do elenco e equipe sofreram de diarreia por intoxicação alimentar ("mal de Montezuma"). O design do Predador foi mudado durante a produção pelo original não ter sido considerado assustador o suficiente, com as mandíbulas sendo sugestão do cineasta James Cameron ao designer Stan Winston. As cenas de invisibilidade foram feitas vestindo dublês com roupas vermelhas, que eram apagadas no computador. A enorme choupana, que no filme serve como alojamento dos guerrilheiros, foi mantida e no local, hoje, há um restaurante.

## Principais prêmios e indicações
| Prêmio         | Categoria                                                                                           | Indicados  | Resultado | Ref.   |
| -------------- | --------------------------------------------------------------------------------------------------- | ---------- | --- | ------ |
| Oscar          | Melhores efeitos visuais                                                                            | O Predador | style="text-align:center;background: #ddffdd;vertical-align: middle; {{{style}}}" class="table-yes2"\| Venceu | [ 11 ] |
| Prêmio Saturno | Melhor Música                                                                                       | O Predador | Venceu | [ 11 ] |
| Prêmio Saturno | Melhor filme de ficção cientifica, melhor ator (Arnold Schwarzenegger) e melhores efeitos especiais | O Predador | Indicado | [ 11 ] |